# Иверское (Днепропетровская область)
Иверское (укр. Іверське, в 1925—2016 годах — Дзержи́новка, укр. Дзержинівка) — село, Иверский сельский совет, Солонянский район, Днепропетровская область, Украина.
Код КОАТУУ — 1225083001. Население по переписи 2001 года составляло 345 человек.
Является административным центром Иверского сельского совета, в который, кроме того, входят сёла Кашкаровка, Малая Калиновка, Николо-Мусиевка, Мирополь, Александровка, Осипенко, Растанье и Анно-Мусиевка.

## Географическое положение
Село Иверское находится на расстоянии до 2,5 км от сёл Малая Калиновка, Растанье и Николо-Мусиевка. По селу протекает пересыхающий ручей с запрудой.

## История
- Основана в 1813 году как село Иверское.
- В 1925 году переименовано в село Дзержиновка.

## Экономика
- ФХ «Агро-фортуна».

## Объекты социальной сферы
- Школа.
- Детский сад.
- Дом культуры.
- Фельдшерско-акушерский пункт.

## Достопримечательности
- Братская могила советских воинов.